# ハガクレトカゲ科
ハガクレトカゲ科（Polychrotidae）（イグアナ科の下位の亜科（Polychrotinae）とされることもある）は、爬虫綱有鱗目イグアナ下目の、現生のハガクレトカゲ属 Polychrusと絶滅した Afairiguana属からなる科。この科は、かつてAnolis属 (現在はアノールトカゲ科（Dactyloidae）に含まれる) を含むすべてのアノールを包含すると考えられていたが、分子情報に基づくアノールの進化的関係の研究により、Polychrus属はAnolis属よりもモリイグアナ科（Hoplocercidae）に近縁であることが示された。従って、アノールトカゲ科の一部ではなく、独立したハガクレトカゲ科として扱われる。

## 下位分類
分類・和名は中井(2024)を参考。
- ハガクレトカゲ属 Polychurus
  - クチボソハガクレトカゲ Polychrus acutirostris
  - ザラハダハガクレトカゲ Polychrus auduboni
  - エクアドルハガクレトカゲ Polychrus femoralis
  - チュウベイハガクレトカゲ Polychrus gutturosus
  - ボリバルハガクレトカゲ Polychrus jacquelinae
  - ミナミハガクレトカゲ Polychrus liogaster
  - ノギハラハガクレトカゲ Polychrus marmoratus
  - タテガミハガクレトカゲ Polychrus peruvianus